# Барон Мальтраверс
Барон Мальтраверс (англ. Baron Maltravers) — английский аристократический титул, созданный в 1330 году для Джона Мальтраверса. В 1405 году перешёл по женской линии к Фицаланам, в 1580 — к Говардам. Используется по сей день, но исключительно как младший титул.

## История титула
Титул барона Мальтраверса был создан в 1330 году, во время фактического правления Изабеллы Французской и Роджера Мортимера, для сэра Джона Мальтраверса — рыцаря из Дорсета, одного из предполагаемых убийц короля Эдуарда II. Вскоре Эдуард III, сын убитого, взял власть в свои руки. Мальтраверс был приговорён к смерти, но смог бежать на континент, а позже получил прощение и вернулся на родину. Титул перешёл к её внучке Элеаноре (приблизительно 1345—1405), вышедшей замуж за Джона Фицалана, 1-го барона Арундела. В дальнейшем баронами Мальтраверс были потомки от этого брака — Фицаланы (до 1580 года) и их потомки по женской линии Говарды и Фицаланы-Говарды, по сей день носящие этот титул как младший.
Носители
- Джон Мальтраверс (приблизительно 1290—1364), 1-й барон Мальтраверс[3];
- Элеанора Мальтраверс (приблизительно 1346—1405), 2-я баронесса Мальтраверс в своём праве (suo jure)[4];
- Джон Фицалан, 1-й барон Арундел (приблизительно 1351—1379), 2-й барон Мальтраверс по праву жены (jure uxoris);
- Джон Фицалан, 13-й граф Арундел (1385—1421), 3-й барон Мальтраверс;
- Джон Фицалан, 14-й граф Арундел (1408—1435), 4-й барон Мальтраверс;
- Хамфри Фицалан, 15-й граф Арундел (1429—1438), 5-й барон Мальтраверс[5];
- Уильям Фицалан, 16-й граф Арундел (1417—1487), 6-й барон Мальтраверс[6];
- Томас Фицалан, 17-й граф Арундел (приблизительно 1450—1524), 7-й барон Мальтраверс[7].